# Тунджелі (провінція)
Тунджелі (тур. Tunceli) — провінція в Туреччині, розташована на сході країни. Столиця — місто Тунджелі. Місто розташоване на перехресті річки Мунзур та її притоки Хаджик.

## Географія
Площа провінції становить приблизно 7 800 квадратних кілометрів. Територія переважно вкрита гірською місцевістю. На півночі розташований пустельний гірський хребет Мензур, висота деяких вершин якого становить 3 300 метрів. Клімат Тунджелі різко континентальний з посушливим літом і холодною, дуже сніжною зимою. В горах дуже рано випадає сніг.

## Населення
Населення провінції становить 84 000 жителів (дані на 2007 рік). Це друга найменш заселена провінція Туреччини після Байбурта. У 90-х роках 20 століття населення провінції становило понад 150 000 чоловік, проте більшість сільського населення були вигнані військовими. Більшість населення (64,7%) проживає у містах. За етнічним складом переважають заза (75%) та курди (25%). Також представлені греки, вірмени, черкеси.
Провінція складається з 8 районів.